# FC Hlučín
L'FC Hlučín è una società calcistica ceca con sede nella città di Hlučín. Oggi milita nella Moravskoslezská fotbalová liga, la terza divisione ceca.

## Cronistoria
- 1923: il club viene fondato SK Hlučín (Sportovní klub Hlučín)
- 1948: il club è rinominato Sokol Hlučín
- 1950: il club è rinominato ZSJ Armaturka Ústí nad Labem
- 1953: il club è rinominato DSO Slavoj Hlučín
- 1959: il club è rinominato TJ Hlučín
- 1991: il club è rinominato FC Hlučín

## Rosa attuale
| N. |                      | Ruolo | Calciatore     |
| -- | -------------------- | ----- | -------------- |
| 1  | Rep. Ceca (bandiera) | P     | Jan Hanuš      |
| 2  | Rep. Ceca (bandiera) | D     | Petr Bogdaň    |
| 3  | Rep. Ceca (bandiera) | D     | Petr Drozd     |
| 4  | Rep. Ceca (bandiera) | D     | Martin Tomáš   |
| 5  | Rep. Ceca (bandiera) | C     | Lukáš Poštulka |
| 6  | Rep. Ceca (bandiera) | D     | Petr Žižka     |
| 7  | Rep. Ceca (bandiera) | C     | Ronald Šiklič  |
| 8  | Rep. Ceca (bandiera) | C     | Roman Švrček   |
| 9  | Rep. Ceca (bandiera) | A     | Václav Mozol   |
| 10 | Rep. Ceca (bandiera) | C     | Petr Javorek   |
| 11 | Rep. Ceca (bandiera) | A     | Radek Gulajev  |

| N. |                      | Ruolo | Calciatore      |
| -- | -------------------- | ----- | --------------- |
| 12 | Rep. Ceca (bandiera) | A     | Petr Koubek     |
| 13 | Rep. Ceca (bandiera) | D     | Jan Sokol       |
| 15 | Germania (bandiera)  | C     | Lukáš Dzierzega |
| 16 | Rep. Ceca (bandiera) | D     | Lukáš Bartošák  |
| 17 | Rep. Ceca (bandiera) | C     | Jakub Dohnálek  |
| 18 | Rep. Ceca (bandiera) | A     | Petr Ondrušík   |
| 19 | Rep. Ceca (bandiera) | D     | Jiří Dobeš      |
| 20 | Rep. Ceca (bandiera) | C     | David Šupolík   |
| 21 | Rep. Ceca (bandiera) | D     | Tomáš Hrtánek   |
| 23 | Rep. Ceca (bandiera) | D     | Petr Hošek      |
| 30 | Rep. Ceca (bandiera) | P     | Roman Valeš     |

## Palmarès

### Competizioni nazionali
- Moravskoslezská fotbalová liga: 1

2008-2009